# Кобяков, Анатолий Иванович
Анатолий Иванович Кобяко́в (р. 2 июня 1946 года, г.Ишимбай) — советский и российский учёный, доктор технических наук (1991), профессор (кафедра «техники переработки природных топлив» в МГУИЭ).
Научная деятельность посвящена проблемам автоматизации химико-технологических объектов. Автор более 65 научных трудов и 40 изобретений.

## Образование
УНИ (сейчас Уфимский государственный нефтяной технический университет)
На сайте альма-матер назван в числе выдающихся выпускников

## Патенты
Способ очистки газов от диоксида серы (патент РФ № 2081683)
Способ получения серной кислоты (патент РФ № 2027665)
Способ очистки газов от оксидов серы и азота (патент РФ № 2104754)
Способ переработки концентрированного сернистого газа (патент РФ № 2174945)
Способ переработки твердого углеродсодержащего топлива (патент РФ № 2115696)